# عايدة صبرا
عايدة صبرا ممثلة مخرجة وكاتبة لبنانية قدمت العديد من المسرحيات وأستاذة التمثيل الإيمائي في برنامج ستار أكاديمي للموسم الأول والثاني

## حياتها
ولدت في حي برج البراجنة لعائلة تحب الفن وسرعان ما انتقل أهلها للسكن في منطقة الشياح قرب كنيسة مار مخايل وكان عمرها خمسة سنوات يوم اختارتها المعلمة للمشاركة والرقص في برنامج الأطفال الأشهر يومذاك على شاشة تلفزيون لبنان «ماما جنان»، ولتشارك مرة أخرى في حلقة خاصة لمناسبة عيد البرنامج، حيث اختيرت لتكون في مقدمة الأطفال المشاركين.
عندما أقفلت المدرسة أبوابها، انتقلت صبرا مع اخوتها إلى مدرسة «آي. سي» في الحمرا لتنخرط فورا في أجوائها ونشاطاتها المختلفة ودخلت معهد الفنون في الجامعة اللبنانية وحاصلة على دبلوم ودراسات عليا فيها، حاصلة على دبلوم رقص حديث (منحة الجدارة)، 1993 من مدرسة لويز لابيير كندا.

## مشوارها المهني
في سنتها الجامعية الأولى أشركها روجيه عساف في مسرحيته «أيام الخيام» عام 1982
تخرجت من معهد الفنون عام 1986، لتراكم في رصيدها العديد من المسرحيات وجلها مع أساتذتها، بين إيماء مع حميصي عامي 86 و88 إلى مسرحية «نزهة ريفية غير مرخص لها» ليعقوب الشدراوي التي قدمها عام 1984 لمناسبة الذكرى ال 60 للحزب الشيوعي في عمل ضخم كان بمثابة وثائقي تاريخي عرض على مسرح البيكاديللي شارك فيه 150 ممثلا ضمن لوحات متعددة أدت خلاله صبرا أدوارا متعددة، إلى مسرحيات للأطفال، فإلى حلقات إذاعية أولا مع أحمد قعبور في برنامج «خبز وملح» على إذاعة صوت الشعب ثم مع الممثل الراحل ماجد أفيوني في برنامج «بيروت يا بيروت».
بداياتها شاركت في العديد من الأعمال المسرحية والسينمائية والتلفزيونية والإبداعية الحاملة لهموم الناس والمُعبِّرة عنهم وعن آلامهم وآمالهم. عام 1990 تركت التمثيل عندما هاجرت إلى «كندا» جراء الحرب الأهلية اللبنانية، علّمت الرقص في مدرسة للأولاد الصغار، وقدمت عروضًا في المدارس، عادت بعدها إلى لبنان. عام 1995 كانت الإطلالة التلفزيونية الأولى لها في إحدى حلقات «نساء عاشقات» ثم توالت أعمالها

### عملها في التدريس
- مدرّبة محترفة (التمثيل المسرحي للمحترفين والهواة)، منذ 2008.
- أستاذة، منذ 2008، جامعة القديس يوسف.
- أستاذة (تعبير جسماني، إيماء، تمثيل ورقص)، 1995-2007، كلية الفنون في الجامعة اللبنانية.

### مشاركتها في برنامج ستار أكاديمي
عام 2003 شاركت في لجنة تحكيم برنامج ستار أكاديمي" على "ال بي سي" كمعلّمة تعبير مسرحي، من خلال التمارين التي قدمتها من حيث اكتساب الثقة بالنفس والحركة والوقفة والأداء والتعبي

### شخصية الست نجاح
دورها الست نجاح في «حلونجي يا إسماعيل» التي عرفت شهرة واسعة لدى عرضه في أواسط التسعينات على تلفزيون المستقبل حفزها لإعادة كتابته وإخراجه وعرضه في نهاية عام 2015 لكن هذه المرة على خشبة المسرح، تحت عنوان «الست نجاح والمفتاح»
عام 2016 أطلقت سلسلة فيديوات ساخرة حملت اسم «الست نجاح»، نسبة إلى «مَرْت عمّي نجاح» التي اشتهرت بها في المسلسل الرمضاني «حلونجي يا إسماعيل» من خلال فيديوات عفوية (إخراج علي ماجد، وإنتاج web en direct) أظهرت الفروقات بين الحياة اليومية في كندا ولبنان

### حياتها الأسرية
عام 1988 تزوجت مدنيا لكونها من الطائفة الشيعية من زميلها في الجامعة وهو مسيحي من طائفة الروم الأرثوذكس، من دون أي معارضة من أهلها من «زكي محفوظ»، ولديها ولدان «يعقوب» و«آدم».

## أعمالها

### في المسرح
- (1981): أيام الخيام
- (1986): إيماء 86
- (1987): راس مروّس
- (1984): نزهة ريفيّة غير مرخّص بها.
- (1998): حالة حب
- (1999): "ممنوع اللمس
- (2007): نساء الساكسوفون
- (2010): فيترين
- (2012): الديكتاتور
- (2014): «حالة حب»
- (2014): من الآخر
- (2015): «الست نجاح والمفتاح»
- (2018): طقس بيروت[5]
- «كلو من الزيبق»
- «عن جديد»
- «المهلب»
- «سوق شرق» [6]

### في التلفزيون
- (2019): أنتي مين
- (2017): قدح وجم - برنامج
- (2015): درب الياسمين
- (2011): جنى العمر
- (2010): عيلة متعوب عليها
- (2001): من أحلى بيوت راس بيروت
- (1999): بقايا صور
- (1997): طالبين القرب
- (1995): حلونجي يا إسماعيل
- (1995): نساء عاشقات

### في السينما
- (2019): مطلوبين
- (2017): نور
- (2017): المسافر
- (2014): سايبة
- (2013): طالع نازل
- (2009): Amour D’enfants
- (1998): «ويست بيروت»
- (2010): «شتي يا دني» لبهيج حجيج
- (2012): «تاكسي البلد» لدانيال جوزف
- "6:30 " فيلم قصير لجول طرزي
- فيلم سينمائي لبناني فرنسي بعنوان Le Voyageur.

### في الكتابة
- (2003): إصدار ديوان شعر بعنوان«كبريت» عن «دار الفرابي»[7]
- (2014): كانت أول تجربة كتابية مسرحية لها «من الآخر»

### في الإخراج
- (2014): من الآخر [مسرحية]
- (2007): حمام عمومي [مسرحية]
- (2005): خدلك كدشة [مسرحية]
- (1999): ممنوع اللمس [مسرحية]

## الجوائز
- مصر: حازت على جائزة أفضل ممثّلة لدورها في مسرحية «حالة حب» في مهرجان القاهرة الدولي للمسرح التجريبي 1998.
- سوريا: حازت على جائزة التمييز لأدائها الإيمائي والراقص في مسرحية «إيماء 88» خلال المهرجان الثاني عشر للمسرح في دمشق، 1988.
- سوريا: حازت على جائزة التمييز لأدائها الإيمائي والراقص في مسرحية «إيماء 86» خلال المهرجان الحادي عشر للمسرح في دمشق 1986
- لبنان: درع الإبداع في مهرجان بياف 2019[8]